# Liste der Kulturdenkmäler in Niederweiler (Eifel)
In der Liste der Kulturdenkmäler in Niederweiler sind alle Kulturdenkmäler der rheinland-pfälzischen Ortsgemeinde Niederweiler aufgeführt. Grundlage ist die Denkmalliste des Landes Rheinland-Pfalz (Stand: 27. Juni 2022).

## Denkmalzonen
| Bezeichnung          | Lage                                               | Baujahr                 | Beschreibung | Bild            |
| -------------------- | -------------------------------------------------- | ----------------------- | --- | --------------- |
| Denkmalzone Ortskern | Bitburger Straße 18 und 19, Hauptstraße 18–23 Lage | 18. und 19. Jahrhundert | nordöstlicher Teil des historischen Ortskerns bei der Kreuzung von Hauptstraße und Bitburger Straße mit Kapelle und bäuerlichen Gehöften des 18. und 19. Jahrhunderts | Fotos hochladen |

## Einzeldenkmäler
| Bezeichnung         | Lage                                       | Baujahr                    | Beschreibung                                                                                          | Bild                           |
| ------------------- | ------------------------------------------ | -------------------------- | --- | ------------------------------ |
| Wegekreuz           | Bitburger Straße, bei Nr. 8 Lage           | Ende des 19. Jahrhunderts  | ädikulartiges Schaftkreuz, ausgehendes 19. Jahrhundert                                                | Fotos hochladen                |
| Hofanlage           | Bitburger Straße 20 Lage                   | 1770                       | stattlicher Winkelhof; Wohnhaus um 1770, zwei Scheunen, eine bezeichnet 1834                          | Fotos hochladen                |
| Kapelle St. Blasius | Hauptstraße, neben Nr. 18 Lage             | um 1700                    | kleiner gestaffelter Putzbau mit Dachreiter, um 1700; mit Ausstattung                                 | weitere Bilder Fotos hochladen |
| Hofanlage           | Hauptstraße 23 Lage                        | 1786                       | stattliches Wohnhaus mit Kniestock, bezeichnet 1786, zwei Scheunen, um die Mitte des 19. Jahrhunderts | Fotos hochladen                |
| Wegekreuz           | Hauptstraße, am südlichen Ortseingang Lage | Mitte des 17. Jahrhunderts | Nischenkreuz, Mitte des 17. Jahrhunderts                                                              | Fotos hochladen                |
| Wegekreuz           | nördlich des Ortes nahe der K 72 Lage      | 15. oder 16. Jahrhundert   | spätgotisches Kreuz mit reliefierter Nische                                                           | Fotos hochladen                |
| Wasserbehälter      | westlich des Ortes Lage                    | 1912                       | Rotsandsteinquaderbau, bezeichnet 1912                                                                | BW                             |